# Léon Ponscarme
Léon Honoré Ponscarme Jr. (21 de janeiro de 1879 — 24 de novembro de 1916) foi um ciclista de pista francês que representou França nos Jogos Olímpicos de Verão de 1900. Foi morto em combate durante a Primeira Guerra Mundial.